# Per non fermarsi mai
Per non fermarsi mai è il quinto album del gruppo musicale italiano The Bastard Sons of Dioniso. Il disco, prodotto dal gruppo stesso, da Piero Fiabane e da LP & Friends, esce per Universo Media Group.
L'album contiene dodici tracce registrate in studio, di cui undici brani originali cantati in italiano, con l'aggiunta di una cover del brano dei Beatles Tomorrow Never Knows. Escluso quest'ultimo, tutti i brani sono stati scritti e musicati dai Bastard Sons of Dioniso, (Porte in faccia e Lucidare i tagli in collaborazione con Oscar De Bertoldi, Rumore nero con Piero Fiabane) e arrangiati dal gruppo stesso assieme al fonico Gianluca Vaccaro.

## Tracce
1. Avvoltoi (J. Broseghini, F. Sassudelli, M. Vicentini) - 3:45
2. Porte in faccia (J. Broseghini, F. Sassudelli, M. Vicentini, O. De Bertoldi) - 2:46
3. Rumore nero (J. Broseghini, F. Sassudelli, M. Vicentini, P. Fiabane) - 3:53
4. La catarifrangenza (J. Broseghini, F. Sassudelli, M. Vicentini) - 0:50
5. Stare bene in mezzo al male(J. Broseghini, F. Sassudelli, M. Vicentini) - 4:55
6. Sangue stasera (J. Broseghini, F. Sassudelli, M. Vicentini) - 3:57
7. Ministri della Parola (J. Broseghini, F. Sassudelli, M. Vicentini) - 3:44
8. Veleno (J. Broseghini, F. Sassudelli, M. Vicentini) - 4:21
9. Tomorrow Never Knows (John Lennon, Paul McCartney) - 5:32
10. Mai e poi mai (J. Broseghini, F. Sassudelli, M. Vicentini) - 3:32
11. Quello che Foo (J. Broseghini, F. Sassudelli, M. Vicentini) - 3:41
12. Lucidare i tagli (J. Broseghini, F. Sassudelli, M. Vicentini, O. De Bertoldi) - 12:11

## Classifiche
| Paese  | Posizione raggiunta |
| ------ | ------------------- |
| Italia | 71                  |

## Formazione
- Jacopo Broseghini - voce, basso, moog
- Michele Vicentini - voce, chitarra
- Federico Sassudelli - voce, batteria, tromba, piano